# Interpretace
Interpretace (z lat. interpretari – vykládat, tlumočit, překládat, posuzovat) je slovo s poměrně širokým významem, který se v jednotlivých oborech lidské činnosti může lišit. Obecně znamená výklad (resp. porozumění a chápání) nějakého textu, myšlenky či jevu, avšak například v hudbě či logice se používá v pozměněném významu. Misinterpretace je pak chybný výklad nebo výklad vycházející z nesprávných nebo neúplných předpokladů vedoucí k chybným závěrům. Jako desinterpretace (z franc. désinterpréter) se označuje výklad záměrně nejasný nebo klamný.
Pojem interpretace se objevil v souvislosti s exegezí náboženských textů, kdy proti sobě stálo více chápání jednoho a téhož textu. Alegorická interpretace přisuzuje textu jiný význam, než je ten zjevný; například některá místa z Bible, která se zdají odporovat rozumu, podle ní nemáme chápat v doslovném smyslu. Teorií interpretace textů, mýtů a symbolů se zabývá hermeneutika, která ve 20. století proniká do filosofie.

## Interpretace v jednotlivých oborech
- Hermeneutika
- Exegeze v teologii
- Interpretace (logika) – přiřazování významu či hodnoty jednotlivým výrokům
- Interpretace kvantové mechaniky
- Interpretace (software) – vykonávání instrukcí zapsaných v programovacím jazyce
- Interpretace práva
- Psychoanalýza provádí např. interpretaci snů
- Interpretací je také každý překlad textu do jiného jazyka; zejména se tak označuje simultánní tlumočení.
- Interpretace (hudba) – provozování hudebních děl, zhoštění se určité skladby nebo písně v daném stylu a podání (zejména zpěvákům se občas říká hudební interpreti)
- Interpretace (tanec) – realizace/ztělesnění choreografie uměleckého díla, které jako svou součást obsahuje tanec
- Literární interpretace - možnosti výkladu a chápání literárních textů
- Fotografická interpretace - posuzování fotografických snímků za účelem identifikace objektů a hodnocení jejich významu
- Interpretace (architektura) - posuzování architektonických prvků za účelem hodnocení jejich významu a souvislostí jejich vzniku

### Snaha o potlačení interpretace
Některé obory nebo oblasti se snaží interpretaci zakazovat nebo potlačovat, aby tak dosáhly nejvyšší objektivity, např. ve výzkumu, v žurnalistice nebo zpravodajství. Na základní úrovni však může být za interpretaci považována již samotné převedení jevu do jazyka. Tezi o všudypřítomnosti interpretace vyhrotil na konci 19. století. Friedrich Nietzsche: 
| „ | Nemůžeme odmítnout možnost, že [svět] zahrnuje nekonečné množství interpretací. | “ |
| — |                                                                                 |   |

Na tuto myšlenku dále navazuje perspektivismus a relativismus.